# L (Death Note)

Symbol, którym posługuje się L, ukrywając swoją tożsamość.

L (jap. エル Eru) – postać fikcyjna, deuteragonista mangi oraz anime Notatnik śmierci. W anime głosu użycza mu Kappei Yamaguchi. Koncepcja postaci została stworzona przez Tsugumiego Ōbę i Takeshiego Obatę.

## Opis postaci
L urodził się 31 października 1979, a jego prawdziwe imię brzmi Lawliet (jap. ローライト Rōraito). Jest najbardziej znanym detektywem na świecie, który jednak nigdy nie pokazał się publicznie, ponieważ jego tożsamość była pilnie strzeżoną tajemnicą. Zdaniem autora mangi, Tsugumi Ōby, L jest najbardziej inteligentną postacią z Notatnika śmierci. Z pochodzenia jest ćwierć Japończykiem, ćwierć Brytyjczykiem, ćwierć Rosjaninem i ćwierć Włochem lub Francuzem. L jest bardzo podejrzliwy i podobnie jak Light, bardzo nie lubi przegrywać. Żywi się praktycznie wyłącznie słodyczami, które uzupełniają jego poziom cukru, dzięki któremu jego umysł lepiej pracuje. Ma także tendencję to trzymania przedmiotów w specyficzny sposób, a także siadania w formie charakterystycznej dla pozycji kucającej. Według samego detektywa musi siedzieć w ten sposób – w przeciwnym razie jego zdolność dedukcji zmalałaby o 40%
L jest wychowankiem sierocińca Wammy’s House w Winchesterze (przeznaczonego dla uzdolnionej młodzieży), którego założycielem i fundatorem był Watari. Kiedy rozpoczyna się śledztwo ws. Kiry, L kontaktuje się z Interpolem, deklarując chęć pokierowania dochodzeniem. Wkrótce potem z policji formuje się sześcioosobowa grupa, mająca współpracować z L’em; detektyw prosi jednak by zwracać się do niego Ryūzaki (jap. 竜崎). Jego pierwszym i jedynym podejrzanym o bycie Kirą, (pseudonim właściciela Notesu Śmierci) od samego początku jest syn szefa policji, Light Yagami. Z tego powodu bierze udział w egzaminach wstępnych na uniwersytet Todai (jako Hideki Ryūga (jap. 流河 旱樹 Ryūga Hideki)), na którym obecny jest także Light, a zaraz potem wyjawia młodemu Yagamiemu swoją tożsamość. Niebawem L ponownie spotyka się z Lightem dzieląc się z nim swoimi podejrzeniami i jednocześnie prosząc go o pomoc w śledztwie. Zaznacza wówczas, że podejrzewa chłopaka maksymalnie w 7%. Kiedy pojawia się drugi Kira, L od razu orientuje się, że prawdopodobnie nie jest nim Light, jednak zaznacza, ze pierwszy i drugi Kira prawdopodobnie ze sobą współpracują. Ku zaskoczeniu Yagamiego, detektyw niemal niezwłocznie aresztuje Misę Amane, podejrzewając ją o bycie drugim Kirą. Kiedy Light i Misa zrzekają się prawa własności swoich Notatników i tracą wspomnienia, L skuwa się z chłopakiem kajdankami, by móc go dokładnie obserwować, a także rozpoczyna śledztwo nad korporacją Yotsuba. W jego trakcie wychodzi na jaw, że dwóch najlepszych detektywów oprócz L-a – Eraldo Coil (jap. エラルド＝コイル Erarudo Koiru) i Deneuve (jap. ドヌーヴ Donūvu) to tak naprawdę alter ego Lawlieta. Po aresztowaniu Kyōsuke Higuchiego, detektyw orientuje się, że shinigami naprawdę istnieją. Dzięki uknutej przez Lighta intrydze, shinigami Rem, wpisuje prawdziwe imię L-a, do Notesu Śmierci. Detektyw umiera 5 listopada 2004.

## Odbiór
Opiniotwórczy serwis IGN umieścił L-a na 12. miejscu wśród 25 najlepszych bohaterów anime wszech czasów. Pięć lat później został uplasowany na 19. miejscu. Ten sam serwis zawarł opinię, według której L jest najlepiej rozwiniętą postacią współczesnego anime.
Postać L-a została sportretowana także w filmach pełnometrażowych Death Note: Notatnik śmierci, Death Note: Ostatnie imię oraz L: Change the World – w jego rolę wcielił się tam Ken’ichi Matsuyama.